# Sỏi

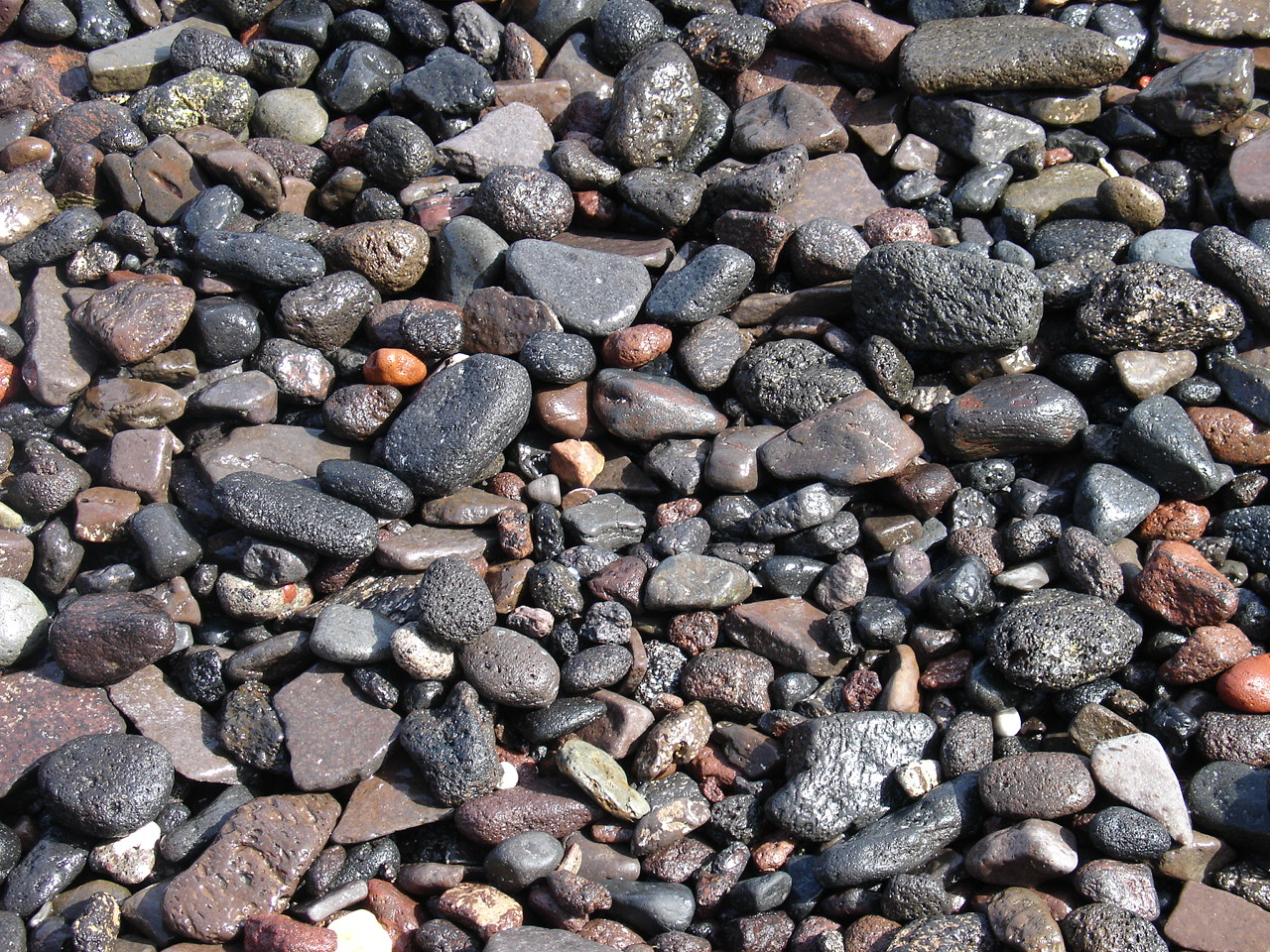
Sỏi (những mảnh lớn nhất trong bức ảnh này có kính thước khoảng 4 cm)

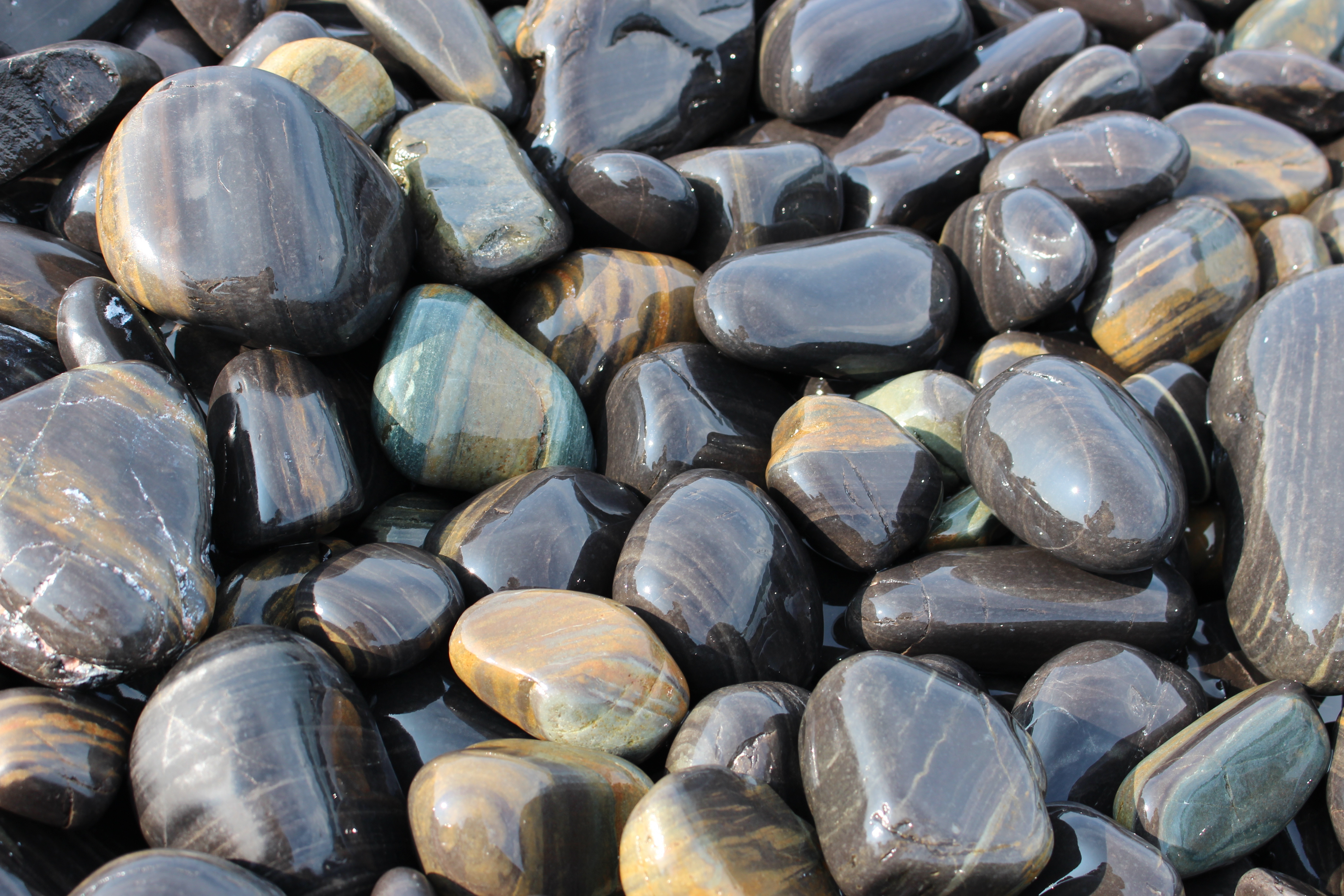
Những viên sỏi

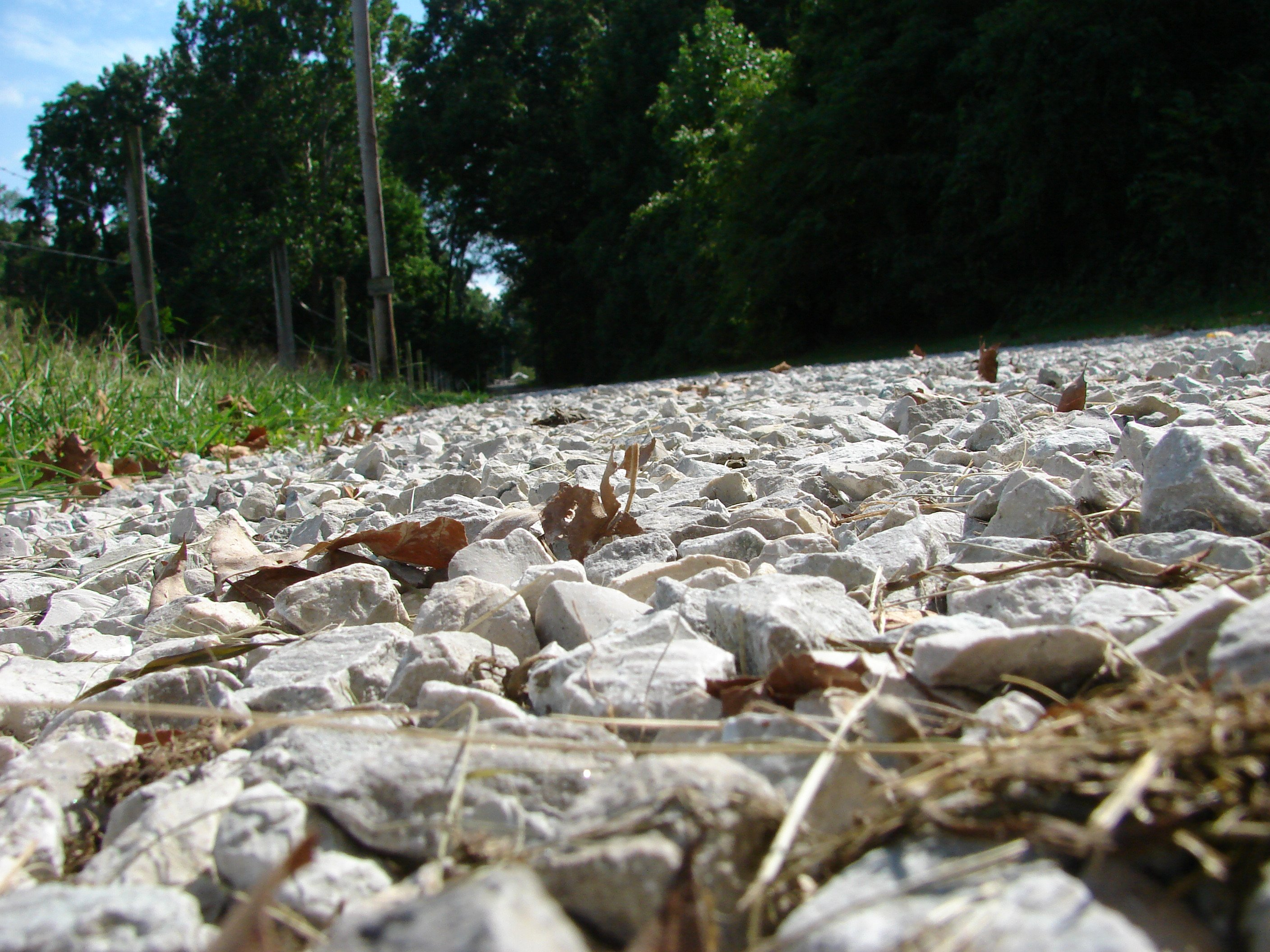
Một con đường rải sỏi ở Terre Haute, Indiana

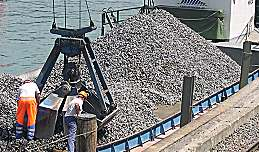
Sỏi đang được dỡ từ sà lan

Sỏi là những viên đá dễ vỡ có kích thước từ những viên nhỏ cho đến những tảng lớn. Theo thang Udden-Wentworth, sỏi được phân loại thành "sỏi hạt" (kích thước >2 đến 4 mm) và "sỏi cuội" (kích thước từ >4 đến 64 mm). Khối lượng một mét khối sỏi nặng khoảng 1,8 tấn.
Sỏi là một sản phẩm thương mại quan trọng, có nhiều ứng dụng. Nhiều đường giao thông được rải sỏi, nhất là ở khu vực nông thôn, nơi mật độ giao thông không nhiều. Nhìn chung, số lượng đường được rải sỏi nhiều hơn nhiều so với số đường bê tông hay đường nhựa; tính riêng ở Nga đã có trên 400.000 km (250.000 dặm) đường rải sỏi. Sỏi nhỏ và cát cũng quan trọng trong ngành sản xuất bê tông. Sỏi cũng có thể dùng làm vật dụng trang trí.